# Al Horford
Alfred Joel Horford Reynoso (Puerto Plata, 3. lipnja 1986.) dominikanski je profesionalni košarkaš. Igra na poziciji krilnog centra, a trenutačno je član NBA momčadi Boston Celticsa.
. Izabran je u 1. krugu (3. ukupno) NBA drafta od strane Atlanta Hawksa.

## Sveučilište
Al Horford je bio srednjoškolska zvijezda momčadi "Grand Ledge High School" u New Jerseyu. Karijeru je nastavio na sveučilištu Florida na kojem je igrao s tada budućim freshmanima Joakimom Noahom, Taureaneom Greenom i Coreyem Brewerom. Ostavio je veliki trag kao Gator, igrajući u startnoj petorci u tandemu s Davidom Leejem. Pomogao je Gatorsima osvojiti prvenstvo Jugoistočne konferencije (SEC) 2005. godine. 
Na svojoj drugoj godini zbog odlaska trojice startnih igrača (među njima David Lee) nitko nije očekivao mnogo od Gatorsa. Uz Horfordovu pomoć Gatorsi su ponovo osvojili prvenstvo Jugoistočne konferencije (SEC) i kao 3. nositelji ušli na NCAA natjecanje. Horford je pokazao karakteristike vođe momčadi i odveo Gatorse na Final-Four NCAA natjecanja. U finalu su svladali sveučilišnu momčad UCLA, a Horford je postigao 14 poena i 7 skokova. 
Očekivalo se stoga da će se Horford odlučiti prijaviti na NBA draft 2006., ali ostanak Joakima Noaha i Corey Brewera na sveučilištu, ipak su ga nagnali da odlazak u NBA odgodi za još jednu sezonu. Najvažnija je ipak bila želja za obranom NCAA naslova. Na kraju je dva puta uzastopce osvajao naslov NCAA prvaka.

## NBA

### NBA draft
Horford je izabran kao treći izbor NBA drafta 2007. od strane Atlanta Hawksa. Hawksi su uzeli trećeg najboljeg igrača drafta, ali se je u predsezoni ozljedio prvi izbor drafta Blazersov Greg Oden, koji je zbog operacije mikrofrakture desnog koljena propustio cijelu prvu NBA sezonu. Zbog toga se borba za novaka godine vodila između Horforda i igrača SuperSonicsa Kevina Duranta. Njegovi sveučilišni kolege Joakim Noah i Corey Brewer izabrani su kao deveti, odnosno sedmi izbor NBA drafta. Time su postali najviše plasirani trojcem (drafta) s istog sveučilišta u povijesti NBA lige. 

### Rookie sezona
U veljači 2008., Horford je nastupao na NBA All-Star utakmici novaka i sophomorea. Imao je 19 poena i 7 skokova u porazu novaka od igrača druge godine. U studenome, veljači, ožujku i travnju izabran je za novaka mjeseca. Završio je prvi po broju sakupljenih double-double učinka (25) i trinaesti u NBA ligi po broju skokova (13.7). Od svih novaka završio je kao šesti najbolji strijelac (10.1). Na kraju sezone završio je drugi (iza Kevina Duranta) u poretku za novaka godine i izabran je u NBA All-Rookie prvu petorku. U regularnom dijelu sezone u prosjeku je postizao 10.1 poen, 9.7 skokova i 0.9 blokada, i s Hawksima je izborio doigravanje. Tijekom doigravanja u sedam utakmica protiv budućih prvaka Boston Celticsa u prosjeku je postizao double-double učinak od 12.6 poena, 10.4 skokova i 1.0 blokade. 

### Druga sezona
U drugoj sezoni popravio je svoje statističke brojke, a posebno se iskazao u veljači 2009. protiv Miami Heata kada je upisao 21 poen i prikupio 22 skoka. Zadnji put da je ovakvu izvedbu priredio igrač Atlante bio je Dikembe Mutombo, koji je upisao 21 poen i 29 skokova protiv Toronto Raptorsa, 31. siječnja 2001. godine. Horford je odigrao 43 minute i odveo svoju momčad do pobjede od 91-83 nad Miamiem. U regularnom dijelu sezone u prosjeku je postizao 11.5 poena, 9.3 skokova i 1.4 blokade, i Hawksi su drugu godinu zaredom ušli u doigravanje. U prvom krugu su u šest utakmica pobijedili Miami Heat, dok su u četiri utakmice ispali u konferencijskom polufinalu od Cleveland Cavaliersa. Horford je tijekom prvog kruga bio na prosjeku od 8.7 poena, 6.2 skoka i 0.7 blokada, dok je u konferencijskom polufinalu bio na razočaravajućih 3.3 poena, 5.0 skoka i 0.7 blokada. 

## NBA statistika

### Regularni dio
| Godina    | Klub    | Odig. uta. | Uta. poč. | Min. | 2P%  | 3P%  | Sl. bac.% | Skok. | Asist. | Ukr. lop. | Blok. | Poena |
| --------- | ------- | ---------- | --------- | ---- | ---- | ---- | --------- | ----- | ------ | --------- | ----- | ----- |
| 2007./08. | Atlanta | 81         | 77        | 31.4 | .499 | .000 | .731      | 9.7   | 1.5    | .7        | .9    | 10.1  |
| 2008./09. | Atlanta | 67         | 67        | 33.5 | .525 | .000 | .727      | 9.3   | 2.4    | .8        | 1.4   | 11.5  |
| Ukupno    |         | 148        | 144       | 32.3 | .511 | .000 | .729      | 9.5   | 1.9    | .8        | 1.1   | 10.8  |

### Doigravanje
| Godina    | Klub    | Odig. uta. | Uta. poč. | Min. | 2P%  | 3P%  | Sl. bac.% | Skok. | Asist. | Ukr. lop. | Blok. | Poena |
| --------- | ------- | ---------- | --------- | ---- | ---- | ---- | --------- | ----- | ------ | --------- | ----- | ----- |
| 2007./08. | Atlanta | 7          | 7         | 39.6 | .472 | .000 | .741      | 10.4  | 3.6    | .4        | 1.0   | 12.6  |
| 2008./09. | Atlanta | 9          | 9         | 28.0 | .424 | .000 | .667      | 5.8   | 2.0    | .7        | .7    | 6.9   |
| Ukupno    |         | 16         | 16        | 33.1 | .450 | .000 | .711      | 7.8   | 2.7    | .6        | .8    | 9.4   |

## Vanjske poveznice
- Profil na NBA.com
- Profil na Sveučilištu Florida